# Kafr Battich
Kafr Battich (arab. ‏كفر بطيخ‎) – miejscowość w Syrii, w muhafazie Idlib. W spisie powszechnym z 2004 roku liczyła 3166 mieszkańców.

## Historia
W czasie wojny domowej w Syrii miejscowość znajdowała się od 2012 pod kontrolą Dżabhat an-Nusra. Terroryści poprowadzili tędy swije linie zaopatrzeniowe, dlatego w lipcu 2019 miejscowość została ostrzelana przez działające z upoważnienia władz Syrii lotnictwo rosyjskie. Syria odzyskała kontrolę nad okolicą 2 lutego 2020.